# المجلس البهائي الدولي
كان المجلس البهائي الدولي مؤسسة إدارية تابعة للدين البهائي، وقد تم إنشاؤه لأول مرة في عام 1951 كخطوة تمهيدية لبيت العدل الأعظم، الذي حل محله في عام 1963.

## تشكيل
برقية من حضرة شوقي أفندي إلى العالم البهائي بتاريخ 9 كانون الثاني 1951 يعلن فيها عن المجلس:
تعلن المجالس الوطنية في الشرق والغرب عن قرار تاريخي عظيم بتشكيل أول مجلس بهائي عالمي، وهو بمثابة مقدمة لمؤسسة إدارية عليا من المقرر أن تظهر في اكتمال الزمان في ظل المركز الروحي العالمي للإيمان الذي تم إنشاؤه بالفعل في مدينتي عكا وحيفا....
وفي هذه البرقية، شرح حضرة شوقي أفندي أهمية المجلس البهائي الدولي:
... مرحباً بقلب شاكر وسعيد أخيراً بتأسيس المجلس الدولي الذي سيشيد به التاريخ باعتباره أعظم حدث يضيء العصر الثاني من العصر التكويني لدورة البهائية، والذي قد لا يفوقه أي مشروع تم القيام به منذ بدء النظام الإداري للإيمان في الغد من صعود عبد البهاء، ويحتل المرتبة الثانية فقط بعد الأحداث الخالدة المجيدة المرتبطة بخدمات الشخصيات المركزية الثلاثة للإيمان في سياق العصر الأول من أعظم دورة في دورة البهائية التي استمرت خمسة آلاف قرن.
كما حدد شوقي أفندي عدة خطوات لتطور مجلس العدل العالمي إلى بيت العدل الأعظم:
وسوف تضاف إلى هذه الوظائف وظائف أخرى في سياق تطور هذه المؤسسة الدولية الجنينية الأولى، مما يمثل تطورها إلى محكمة بهائية معترف بها رسميًا، وتحولها إلى هيئة منتخبة بشكل قانوني، وازدهارها إلى بيت العدل الأعظم، وثمارها النهائية من خلال إنشاء مؤسسات مساعدة متعددة تشكل المركز الإداري العالمي المقدر لها أن تنشأ وتعمل وتبقى قائمة بشكل دائم في جوار الحرمين المقدسين التوأمين.
(شوقي أفندي، رسائل إلى العالم البهائي – 1950-1957 ، ص 7، 8 )
يمثل المجلس المعين أول هيئة بهائية دولية. تم تعيين ماسون ريمي رئيسًا للمجلس في آذار 1951 ، قبل أن يُعين كأحد أنصار القضية في كانون الأول 1951. وفي آذار 1952، صدر إعلان آخر بتعيين عدد من الضباط في المجلس، مع تكليف روحية خانوم بدور حلقة وصل بين المجلس والوصي.

## التطور

### المجلس البهائي الدولي المعين
في آذار 1951، بدأ شوقي أفندي تعيين أعضاء المجلس الدولي للإذاعة والتلفزيون. خلال عامه الأول، تم تعيين ثمانية رجال ونساء. في عام 1952، غادر اثنان من الأعضاء بسبب أسباب صحية. وفي عام 1955، عيّن شوقي أفندي العضو التاسع. أعضاء المجلس البهائي الدولي، وتواريخ تعيينهم، ومناصبهم في المجلس وأولئك الذين كانوا أيادي القضية هم:
- روحية خانم (1951-1961) اتصال مع شوقي أفندي؛ يد قضية الله.
- تشارلز ماسون ريمي (1951-1961) رئيس؛ يد القضية.
- أميليا كولينز (1951-1961) نائبة الرئيس؛ يد القضية.
- ليروي إيواس (1952-1961) الأمين العام؛ يد القضية.
- جيسي ريفيل (1951–1961) أمينة الصندوق.
- لطف الله حكيم (1951–1961) مساعد وزير الخارجية للشؤون الشرقية.
- إثيل ريفيل (1951-1961) مساعدة وزير الخارجية الغربية.
- أوغو جياتشيري (1952-1961) عضو عام؛ يد القضية.
- بن ويدن (1951-1952).
- غلاديس ويدن (1951-1952).
- سيلفيا إيواس (1955-1961).

بين عامي 1951 و1957، أشرف شوقي أفندي على الأعضاء واستخدم المجلس لإنشاء صورة لهيئة دولية تتولى شؤون البهائيين في حيفا. وبحسب شوقي أفندي، كانت مسؤوليات المجلس هي:
- إقامة روابط مع السلطات الإسرائيلية.
- التفاوض معهم بشأن إنشاء محكمة بهائية للتعامل مع الأمور الشخصية.
- مساعدة شوقي أفندي في إكمال البناء العلوي لضريح الباب.
- العمل كأمانة بهائية دولية.

### المحكمة البهائية
في رسائله إلى العالم البهائي بين 1950 و1957، وصف شوقي أفندي المحكمة البهائية بأنها "مقدمة أساسية لتأسيس بيت العدل الأعظم" (ص 13)، وأوضح أن المجلس البهائي العالمي "يجب أن يمهد الطريق لتشكيل المحكمة البهائية" ( ص 149). كما تم الاستشهاد بها كأحد أهداف شوقي أفندي للحملة العشرية. كان من المقرر أن تنشأ المحكمة نتيجة الاعتراف بها كمحكمة دينية قانونية غير يهودية داخل دولة إسرائيل، وكان من المقرر أن تتكون من الأعضاء المعينين من مجلس الإبراهيمية الإسرائيلي ( ص 152). وعلى الرغم من جهوده، لم تكن المحكمة قد ظهرت إلى الوجود بعد عند وفاة شوقي أفندي في عام 1957.
منذ تلك النقطة فصاعدًا، عمل المجلس البهائي الدولي تحت إشراف الأيدي الحارسة للقضية، الذين وافقوا على تنفيذ خطط شوقي أفندي لتطويره (وزارة الأوصياء، p. 37). في نوفمبر 1959، أعلن الأيادي للعالم البهائي أن المجلس البهائي الدولي سيتحول من هيئة معينة إلى هيئة منتخبة. وقالوا: "نود أن نطمئن المؤمنين بأن كل جهد سيُبذل لإنشاء محكمة بهائية في الأرض المقدسة قبل الموعد المحدد لهذه الانتخابات. مع ذلك، يجب أن نضع في اعتبارنا أن ولي الأمر نفسه أشار بوضوح إلى هذا الهدف، نظرًا للتوجه القوي نحو علمنة المحاكم الدينية في هذا الجزء من العالم، والذي قد لا يتحقق" (وزارة الأوصياء، p. 169). ولم يتم الاعتراف بمحكمة البهائية الدولية كمحكمة بهائية قط.
في عام 1960، تم إعلان أحد أعضاء المجلس البهائي الدولي، تشارلز مسيون ريمي، منتهكًا للعهد من قبل الأيدي الحارسة للقضية، وذلك بسبب ادعائه أنه الوصي، وتم طرده من الديانة البهائية.

### الهيئة المنتخبة بشكل قانوني
كان من المقرر إجراء انتخابات المجلس البهائي الدولي الجديد في رضوان عام 1961. وأعلنت أيادي الأمر عدم أهليتها للانتخابات وطلبت من البهائيين عدم التصويت لهم، لأن المؤسسات المعينة في الدين البهائي كانت مختلفة في طبيعتها ووظيفتها عن الهيئات الإدارية المنتخبة. تم إجراء الانتخابات عن طريق الاقتراع البريدي من قبل جميع أعضاء الجمعيات الروحية الوطنية والجمعيات الروحية الإقليمية في عامي 1960-1961. كان جميع البهائيين البالغين مؤهلين للانتخاب باستثناء أيادي الأمر. وكان أعضاء المجلس المنتخبون هم:
- علي ناخجواني (1961–63) رئيسًا.
- سيلفيا إيواس (1961–63) نائبة الرئيس.
- تشارلز وولكوت (1961-1963) الأمين العام.
- جيسي ريفيل (1961-1963) أمينة الصندوق.
- إيان سيمبل (1961-1963) مساعد وزير الخارجية.
- لطف الله حكيم (1961-1963) مساعد وزير الخارجية للشؤون الشرقية.
- إثيل ريفيل (1961-1963) مساعدة وزير الخارجية الغربية.
- بورا كافلين (1961–63) عضو متجول.
- ميلدريد موتاهيده (1961-1963).

وكان المجلس الدولي للبث الإذاعي المنتخب تحت إشراف وتوجيه أيدي قضية الله. وتضمنت مسؤوليات المجلس اثنتين من الوظائف الأصلية التي أسندها إليه حضرة شوقي أفندي:
- لإقامة روابط مع السلطات الإسرائيلية.
- للتفاوض معهم بشأن مسائل الأحوال الشخصية.

وبالإضافة إلى ذلك، وجهت الأيدي المجلس بمساعدتهم في:
- العناية بالممتلكات في المركز العالمي.
- إنشاء بيت العدل الأعظم.
- أي وظائف أخرى تم تعيينها لهم.

تم انتخاب بيت العدل الأعظم في رضوان سنة 1963م. ومع هذه الانتخابات، توقف المجلس البهائي الدولي عن الوجود، على الرغم من انتخاب خمسة أعضاء ذكور في المجلس.

## الملحوظات
1. 1 2  Smith 2000، صفحة 199.